# Tarcisio Pillolla
Tarcisio Pillolla (Pimentel, 11 luglio 1930 – Cagliari, 16 giugno 2021) è stato un vescovo cattolico italiano.

## Biografia
Nasce a Pimentel, in provincia e arcidiocesi di Cagliari, l'11 luglio 1930.

### Formazione e ministero sacerdotale
Dopo aver frequentato il seminario diocesano, per completare gli studi in filosofia e teologia passa a quello regionale di Cuglieri, dove ottiene la laurea in teologia.
Il 4 luglio 1954 è ordinato presbitero, nella basilica di Nostra Signora di Bonaria, dall'arcivescovo Paolo Botto.
Dopo l'ordinazione sacerdotale è collaboratore parrocchiale di San Lucifero a Cagliari, docente di filosofia presso il seminario arcivescovile, assistente diocesano di Azione Cattolica e delle ACLI. Ricopre anche gli incarichi di direttore del settimanale "Orientamenti" e di cappellano ospedaliero, inoltre insegna religione in un istituto tecnico del capoluogo sardo. Presso la curia arcivescovile cagliaritana è cancelliere vescovile e, in seguito, vicario generale; nel frattempo è canonico del capitolo della cattedrale di Santa Maria e membro del Consiglio presbiterale.

### Ministero episcopale
Il 3 maggio 1986 papa Giovanni Paolo II lo nomina vescovo titolare di Cartenna ed ausiliare di Cagliari. L'8 giugno seguente riceve l'ordinazione episcopale, nella basilica di Nostra Signora di Bonaria, dall'arcivescovo di Cagliari Giovanni Canestri, co-consacranti Giuseppe Bonfiglioli, arcivescovo emerito di Cagliari, e Pier Giuliano Tiddia, arcivescovo di Oristano, in precedenza ausiliare di Cagliari.
Il 3 luglio 1999 lo stesso pontefice lo nomina vescovo di Iglesias; succede ad Arrigo Miglio, precedentemente traslato alla diocesi di Ivrea. Il 5 settembre successivo prende possesso della diocesi.
Durante il suo episcopato fonda il settimanale diocesano Sulcis Iglesiente Oggi.
L'8 marzo 2007 papa Benedetto XVI accoglie la sua rinuncia, presentata per raggiunti limiti di età, al governo pastorale della diocesi di Iglesias; gli succede Giovanni Paolo Zedda, del clero di Ales-Terralba. Rimane amministratore apostolico della diocesi fino all'ingresso del successore, avvenuto il 17 giugno seguente.
Muore a Cagliari il 16 giugno 2021 all'età di 90 anni.

## Genealogia episcopale
La genealogia episcopale è:
- Cardinale Scipione Rebiba
- Cardinale Giulio Antonio Santori
- Cardinale Girolamo Bernerio, O.P.
- Arcivescovo Galeazzo Sanvitale
- Cardinale Ludovico Ludovisi
- Cardinale Luigi Caetani
- Cardinale Ulderico Carpegna
- Cardinale Paluzzo Paluzzi Altieri degli Albertoni
- Papa Benedetto XIII
- Papa Benedetto XIV
- Papa Clemente XIII
- Cardinale Marcantonio Colonna
- Cardinale Giacinto Sigismondo Gerdil, B.
- Cardinale Giulio Maria della Somaglia
- Cardinale Carlo Odescalchi, S.I.
- Vescovo Eugène de Mazenod, O.M.I.
- Cardinale Joseph Hippolyte Guibert, O.M.I.
- Cardinale François-Marie-Benjamin Richard de la Vergne
- Cardinale Pietro Gasparri
- Cardinale Francesco Marchetti Selvaggiani
- Cardinale Luigi Traglia
- Cardinale Giovanni Canestri
- Vescovo Tarcisio Pillolla